# Distretto di Ucar
Il distretto di Ucar (in azero: Ucar rayon) è un distretto dell'Azerbaigian. Il suo capoluogo è Ucar.